# Яп ван Зведен
Яп ван Зведен (нід. Jaap van Zweden; нар. 12 грудня 1960, Амстердам) — нідерландський скрипаль і диригент.

## Біографія
Навчався в Амстердамі у Давіни ван Велі, потім в Нью-Йорку у Дороті Делей. В 1977 році виграв нідерландський Національний конкурс скрипалів імені Оскара Бака. В 1979 році став концертмейстером оркестру Концертгебау (наймолодшим за всю історію оркестру), залишався на цій посаді до 1995 року. З цього часу став працювати диригентом. Як стверджується, на одній з репетицій Леонард Бернстайн запропонував йому спробувати диригувати.
В 1996–2000 роках Яп ван Зведен керував Нідерландським симфонічним оркестром з Енсхеде, в 2000–2005 роках — Резиденц-оркестром в Гаазі. У 2005–2012 роках очолював Філармонічний оркестр Нідерландського радіо. Одночасно у 2008–2011 роках керував Фламандським філармонічним оркестром в Бельгії. Також з 2008 року очолює Далласький симфонічний оркестр, у 2009 році контракт з Яп ван Зведеном подовжений до сезону 2015–2016.
В січні 2012 року Гонконзький філармонічний оркестр оголосив, що Яп ван Зведен призначений музичним директором оркестру на чотири роки, починаючи з 1 серпня 2012 року.